# Citizen Steely Dan
Citizen Steely Dan è un boxset del gruppo musicale statunitense Steely Dan, pubblicato nel 1993.

## Tracce
Tutte le tracce sono state scritte da Walter Becker e Donald Fagen, eccetto dove indicato.

### Disco 1
1. Do It Again – 5:54
2. Dirty Work – 3:08
3. Kings – 3:45
4. Midnite Cruiser – 4:06
5. Only a Fool Would Say That – 2:55
6. Reelin' in the Years – 4:36
7. Fire in the Hole – 3:26
8. Brooklyn (Owes the Charmer Under Me) – 4:19
9. Change of the Guard – 3:38
10. Turn That Heartbeat Over Again – 4:58
11. Bodhisattva – 5:17
12. Razor Boy – 3:10
13. The Boston Rag – 3:10
14. Your Gold Teeth – 6:59
15. Show Biz Kids – 5:23
16. My Old School – 5:45

### Disco 2
1. King of the World – 5:00
2. Pearl of the Quarter – 3:49
3. Rikki Don't Lose That Number (single version) – 4:07
4. Night by Night – 3:38
5. Any Major Dude Will Tell You – 3:08
6. Barrytown – 3:19
7. East St. Louis Toodle-oo – 2:48 (Duke Ellington, Bubber Miley)
8. Parker's Band – 2:43
9. Through with Buzz – 1:32
10. Pretzel Logic – 4:31
11. With a Gun – 2:17
12. Charlie Freak – 2:43
13. Monkey in Your Soul – 2:34
14. Bodhisattva (Live) – 7:41
15. Black Friday – 3:40
16. Bad Sneakers – 3:19
17. Rose Darling – 3:03
18. Daddy Don't Live in That New York City No More – 3:13
19. Doctor Wu – 3:54
20. Everyone's Gone to the Movies – 3:44
21. Chain Lightning – 2:59

### Disco 3
1. Your Gold Teeth II – 4:12
2. Any World (That I'm Welcome To) – 3:53
3. Throw Back the Little Ones – 3:13
4. Kid Charlemagne – 4:37
5. The Caves of Altamira – 3:32
6. Don't Take Me Alive – 4:14
7. Sign in Stranger – 4:21
8. The Fez – 3:58 (Becker, Fagen, Paul Griffin)
9. Green Earrings – 4:05
10. Haitian Divorce – 5:48
11. Everything You Did – 3:54
12. The Royal Scam – 6:31
13. Here at the Western World – 4:00
14. Black Cow – 5:08
15. Aja – 8:00
16. Peg – 3:55

### Disco 4
1. Deacon Blues – 7:33
2. Home at Last – 5:32
3. I Got the News – 5:04
4. Josie – 4:31
5. FM (No Static at All) (remix) – 5:05
6. Babylon Sisters – 5:48
7. Hey Nineteen – 5:07
8. Glamour Profession – 7:28
9. Gaucho – 5:30 (Becker, Fagen, Keith Jarrett)
10. Time Out of Mind – 4:11
11. My Rival – 4:30
12. Third World Man – 5:14
13. Everyone's Gone to the Movies (Demo) – 3:57